# Stigmus eurasiaticus
Stigmus eurasiaticus (лат.) — вид песочных ос (Crabronidae) рода Stigmus из подсемейства Pemphredoninae (подтриба Stigmina, триба Pemphredonini).

## Распространение
Палеарктика: Россия (Карелия, Поволжье, Урал, Сибирь, Дальний Восток).

## Описание
Мелкие осы, длина тела около 4 мм: самки 3,8—4,4 мм; самцы 3,6—4,4 мм. Окраска, в основом, чёрная, со светлыми отметинами на ногах, усиках, плечевых буграх и челюстях. В переднем крыле одна дискоидальная ячейка и две радиомедиальные. Средние голени с одной шпорой. Брюшко стебельчатое. Гнёзда устраивают в сердцевине ветвей. Охотятся на тлей и листоблошек, которыми выкармливают своих личинок.

## Систематика
Вид был впервые описан в 2017 году российским гименоптерологом Михаилом Мокроусовым (Нижний Новгород). Ранее в России был известен под названием Stigmus convergens Tsuneki, 1954. После дополнительного изучения типовых и других экземпляров, обнаружились отличия и выяснилось, что исходный вид обитает только в Японии, на Курильских островах и Тайване. Все материковые популяции в итоге были описаны как новый вид  Stigmus eurasiaticus Mokrousov, 2017. Голотипом был обозначен экземпляр из Присурского заповедника (Чувашия).